# Anodoration claviferum
Anodoration claviferum là một loài nhện trong họ Linyphiidae. Loài này được phát hiện ở Brasil và Argentina.